# Philippe Van de Vyvere
Philippe François Pierre Van de Vyvere (Gent, 5 augustus 1953) is een Belgisch ondernemer. Hij is eigenaar en topman van terminaloperator SEA-Invest.

## Levensloop

### SEA-Invest
Philippe Van de Vyvere startte zijn carrière bij de Gentse expediteur Lalemant. In 1985 kocht hij de kleine kolenterminal Ghent Coal Terminal in Gent, het begin van zijn havenonderneming SEA-Invest (opgericht in 1992), die uitgroeide tot een van de grootste operatoren van olietanks en terminals in tientallen havens wereldwijd en het grootste overslagbedrijf van droge bulkgoederen en fruit in West-Europa. In 2004 nam SEA-Invest het Gentse tankopslagbedrijf Locachim over, waardoor de havengroep ook actief werd in de opslag en behandeling van natte bulk (vloeibare chemie- en petroleumproducten, meststoffen, dierlijke oliën en vetten).
Naast tanks en terminals is SEA-Invest ook in de energiesector (biomassacentrales) actief. Ook was ze meerderheidsaandeelhouder van rederij Kleimar, die in 2007 werd verkocht, en de chocoladefabriek Bouchard L'Escaut. In 1992 opende Van de Vyvere Andrew's Fruit Wharf, een bananenterminal in de haven van Zeebrugge. Enkele jaren later nam hij het Antwerpse Belgian New Fruit Wharf (BNFW), een van de grootste Europese bananenoverslagbedrijven, over. Na verschillende overnames (Léon Vincent en PSA) heeft SEA-Invest een monopolie op fruitbehandeling. Ook was de havengroep aandeelhouder van fruitgroep Univeg van Hein Deprez. SEA-Invest participeert sinds 2018 ook in G&P Venture, dat een participatie van 17,7% in de Knokse projectontwikkelaar Compagnie Het Zoute bezit.

### Overige activiteiten
Van de Vyvere was bestuurder van Belgacom (2004-2006) en bevriend met ondernemer Albert Frère, wat hem bestuursmandaten bij de Bank Brussel Lambert (en diens opvolger, ING België) en Immobel opleverde.
In 2017 kocht hij het wijndomein Château Phélan Ségur nabij Bordeaux in Frankrijk.
In Hansbeke kocht Van de Vyvere de voormalige pastorij, het restaurant Onder de Toren, restaurant 't Oud Gemeentehuis, het Huis Philomena en café De Reisduif.
Hij is voorzitter van de vzw Zoute Automobile Club in Knokke. Ook was hij tot 2024 voorzitter van de Royal Zoute Golf Club.